# George Assan
George Assan (n. 1821 – d. 1866) a fost un comerciant și un industriaș din București.

## Cariera
În 1849 a deschis o băcănie împreuna cu asociatul său Ioan Martinovici în strada Lipscani - colț cu Smârdan, băcănie care a câștigat rapid un renume datorită vânzării de bunuri de lux. Câțiva ani mai târziu, cei doi și-au mutat magazinul în Hanul Șerban-Vodă.
În 1853 a adus de la Viena primul motor cu aburi Siegel, pentru deschiderea Morii Assan. În 1864 s-a retras din comerț, dedicându-se industriei. În 1865 s-a despărțit de asociatul său Martinovici.
A murit în 1866, fiind îngropat la cimitirul Bellu. După moartea lui, activitatea a fost coordonată de văduva sa Alexandrina, care avea să predea afacerilor celor doi fii: Basile G. Assan (1860-1918) și Gheorghe G. Assan (1862-1909). Cei doi au dezvoltat moștenirea lăsată de tatăl lor și au ajuns să coordoneze Fabricile Assan din Șoseaua Ștefan cel Mare: morărit, uleiuri, vopsele, lacuri și săpunuri.